# پمپ انتشار روغن

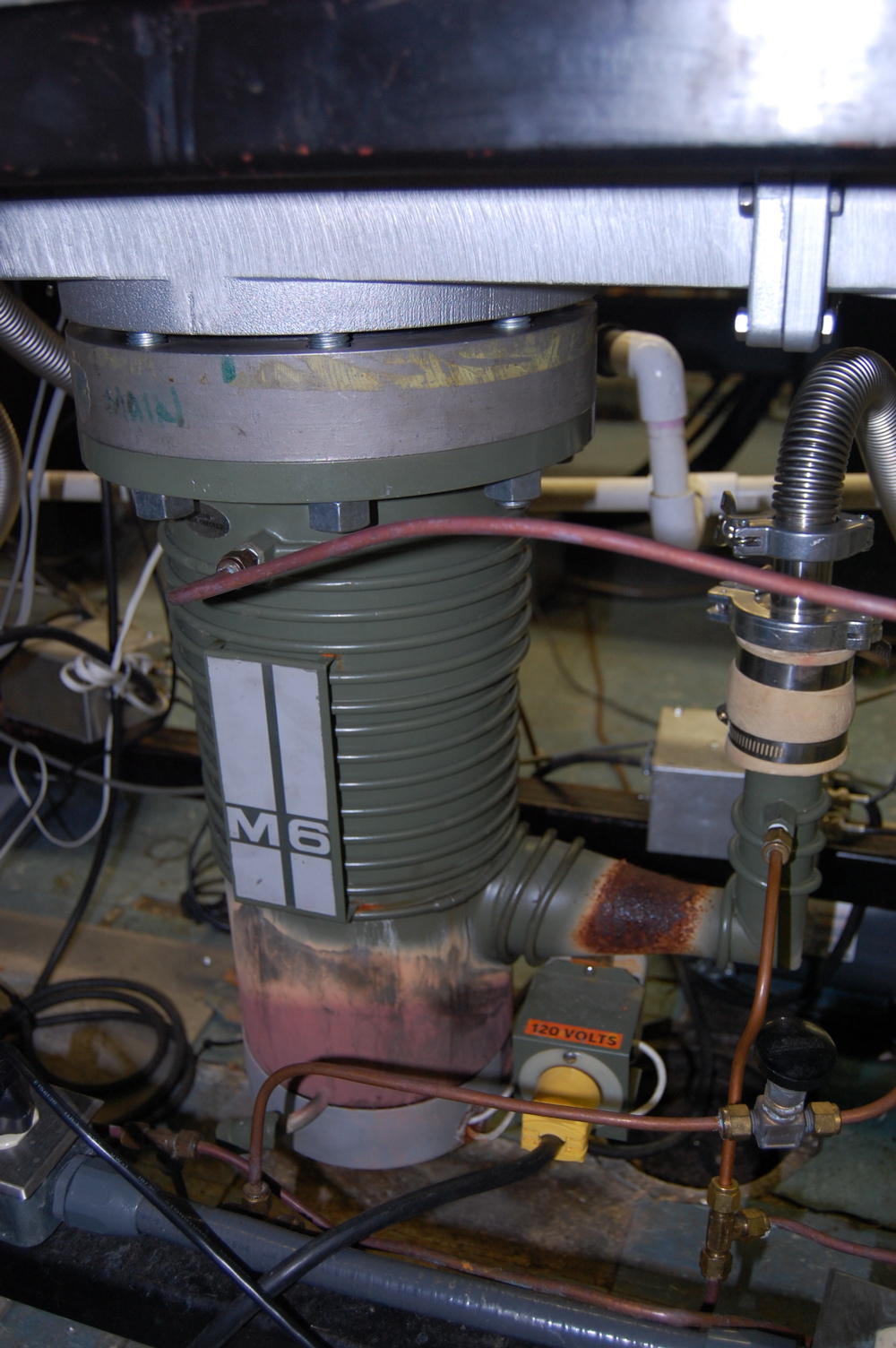
یک پمپ روغن ۶ اینچی

پمپ انتشار روغن (Diffusion pump)، از جمله پمپ‌هایی است که برای خلأ بالا تا محدوده ۶-^۱۰ mbar و حتی بالاتر مورد استفاده قرار می‌گیرد.
در پایین پمپ، روغنی با ویسکوزیته نسبتاً کم، حرارت داده می‌شود تا به صورت بخار درآید. بخار ایجاد شده در راستای لوله مرکزی، به سمت بالا حرکت می‌کند. جریان بخار روغن به یک چتر برخورد نموده و به پایین بازمی‌گردد. مولکول‌های گازی، در جریان رو به پایین مذکور، گیر افتاده و به سمت پایین پمپ هدایت می‌شوند. مولکول‌های گازی جمع شده در قسمت پایین پمپ، توسط پمپ مکانیکی به سمت خارج هدایت می‌شوند. روغن بخار با برخورد با جداره سرد محفظه پمپ انتشار روغن، مجدداً مایع شده و به سمت منطقه گرم حرکت می‌کند. تکرار پیوسته مراحل فوق، منجر به ایجاد خلأ بالا می‌شود. پمپ‌های انتشار روغن معمولاً مجهز به چندین چتر هستند که هر یک به نوبه خود به عنوان یک مرحله به دام انداختن مولکول‌های گازی و افزایش خلأ عمل می‌کنند. حداکثر خلأ ایجاد شده توسط پمپ‌های انتشار روغن ۸-^۱۰ mbar است. استفاده از بخار روغن در ایجاد خلأ در پمپ‌های انتشار روغن منجر به باقی ماندن مقادیر بخار روغن در محفظه می‌شود. بخار روغن مورد استفاده در پمپ انتشار روغن، معمولاً روی کلیه سطوح محفظه خلأ و نمونه رسوب می‌کند.